# Miloš Jakeš
Miloš Jakeš (født 12. august 1922, død 10. juli 2020) var en tjekkisk kommunistisk politiker. Han var generalsekretær i det tjekkoslavakiske kommunistparti i Tjekkoslovakiet (ČSSR) fra 1987 til 1989. Han fratrådte sin position i slutningen af november 1989 som følge af Fløjlsrevolutionen.